# Борцы за светлое царство III Интернационала
«Борцы за светлое царство III Интернационала» (другие названия: «Спасители родины» и «К светлому царству III Интернационала») — чёрно-белый агитфильм режиссёра Бориса Светлова. Фильм не сохранился.
Снят в 1919 году. Первый советский фильм, посвящённый «еврейскому вопросу». Сценарий фильма написан в связи с объявлением ВФКО конкурса киносценариев на тему «Борьба с реакционной пропагандой национальной вражды и разъяснение контрреволюционного смысла антисемитизма».

## Сюжет
Сохранившаяся аннотация гласит, что «Авторы фильма стремились дать представление о сущности классовой борьбы, о попытках буржуазии натравить одну национальность на другую с целью разобщения сил пролетариата».

## В ролях
- М. Бараш
- С. Нерадовский
- Анна Панова
- Александр Разумный